# Nine (Album)
Nine (englisch für: „Neun“) ist das achte Studioalbum der US-amerikanischen Punkrock-Band Blink-182 und wurde am 20. September 2019 über das Label Columbia Records veröffentlicht. Es ist das insgesamt neunte Album der Band, wenn man das Demoalbum Buddha mitzählt, und das zweite Studioalbum, an dem Matt Skiba statt Gründungsmitglied Tom DeLonge mitwirkte.

## Produktion
Nine wurde größtenteils von dem US-amerikanischen Musikproduzenten John Feldmann produziert, der auch schon das Vorgängeralbum California produzierte. Weitere beteiligte Produzenten waren Tim Pagnotta, Matt Malpass, Andrew Watt und Blink-182-Mitglied Travis Barker. Die Aufnahmen fanden zwischen April 2018 und Juni 2019 statt.

## Covergestaltung
Das Albumcover ist in bunten Regenbogenfarben gehalten und zeigt den aus Leuchtstoffröhren gebildeten Schriftzug blink-182.

## Titelliste
| #  | Titel                     | Länge |
| -- | ------------------------- | ----- |
| 1  | The First Time            | 2:26  |
| 2  | Happy Days                | 2:59  |
| 3  | Heaven                    | 3:17  |
| 4  | Darkside                  | 3:01  |
| 5  | Blame It on My Youth      | 3:06  |
| 6  | Generational Divide       | 0:49  |
| 7  | Run Away                  | 2:27  |
| 8  | Black Rain                | 2:46  |
| 9  | I Really Wish I Hated You | 3:11  |
| 10 | Pin the Grenade           | 2:59  |
| 11 | No Heart to Speak Of      | 3:40  |
| 12 | Ransom                    | 1:25  |
| 13 | On Some Emo Shit          | 3:09  |
| 14 | Hungover You              | 2:58  |
| 15 | Remember to Forget Me     | 3:29  |

## Chartplatzierungen und Singles
Nine stieg am 27. September 2019 auf Platz 4 in die deutschen Albumcharts ein und konnte sich drei Wochen in den Top 100 halten.
Am 8. Mai 2019 wurde das Lied Blame It on My Youth als erste Single veröffentlicht. Die zweite Auskopplung Generational Divide erschien am 21. Juni, bevor der Song Happy Days am 1. Juli 2019 folgte. Am 25. Juli und 6. September 2019 wurden zudem die Stücke Darkside und I Really Wish I Hated You ausgekoppelt. Zu Generational Divide und Darkside wurden auch Musikvideos gedreht.

## Rezeption
Nine wurde von professionellen Musikkritikern im englischsprachigen Raum größtenteils mittelmäßig bis positiv bewertet. So erreichte das Album auf Metacritic eine Durchschnittsbewertung von 67 %, basierend auf zehn Rezensionen englischsprachiger Medien.
Rinko Heidrich von laut.de bewertete Nine mit zwei von möglichen fünf Punkten. Er bemängelt vor allem, dass es der Band an Kreativität mangele und der Sound sich vom Punkrock der früheren Alben entfernt habe. So seien „die Akkorde und der Trommelwirbel von Travis Barker aus unendlich vielen Blink-Songs bekannt, der fett produzierte Pop-Sound seit dem letzten Album ebenfalls. Das ist kein Punk mehr, sondern das Ticket für Rock am Ring,“ wobei die Musiker „wie peinliche Radio-Pop-Onkel“ wirkten.